# Shogun (Trivium)
Shogun is een muziekalbum van de Amerikaanse thrashmetalband Trivium. Het album kwam uit op 26 september 2008.

## Productie
Trivium begon aan het nieuwe album te werken met producer Nick Raskulinecs in oktober 2007. Heafy (Matt Heafy, zanger van de band) verklaarde dat er op het album weer veel geschreeuwd zal worden zoals dat ook was op Ascendancy. De band verklaarde ook nog dat ze ervoor gekozen hebben om niet meer met Suecof samen te werken, omdat ze reeds drie albums hebben met hem en omdat ze nieuwe ideeën wilden verkennen.
In een interview met het Britse 'Metal Hammer' magazine in mei 2008 verklaarde Trivium dat hun album meer thrashinvloeden, meer geschreeuw en meer riffs zal hebben. Eventueel meer schreeuwen (Screamen in de volksmond) vanwege de riffs.
"Voor de eerste keer, kunnen we niet naar onze songs  kijken en zeggen hoe goed/slecht de riffs klinken." zei gitarist/vocalist Matt Heafy tegen Revolver magazine over het nieuwe materiaal van de groep.
In juni 2008 verklaarde Trivium dat ze hun nieuwe album Shogun zouden noemen. 
Dit werd wat later bevestigd door een YouTube-video, waarin de woorden "30 september 2008" stonden. 

## Tracklist
1. "Kirisute Gomen" – 6:27
2. "Torn Between Scylla and Charybdis" – 6:49
3. "Down from the Sky" – 5:34
4. "Into the Mouth of Hell We March" – 5:52
5. "Throes of Perdition" – 5:54
6. "Insurrection" – 4:57
7. "The Calamity" – 4:58
8. "He Who Spawned the Furies" – 4:07
9. "Of Prometheus and the Crucifix" – 4:40
10. "Like Callisto to a Star in Heaven" – 5:25
11. "Shogun" – 11:54

## Special Edition bonustracks
1. "Poison, the Knife of the Noose" – 4:14
2. "Upon the Shores" – 5:21
3. "Iron Maiden" (Iron Maiden cover) – 3:43

## Speciale Dvd-editie
- The Making of Shogun - A behind-the-scenes documentary capturing the making of the album (documentaire achter de schermen over het maken van het album "The Making of Shogun")
- Shogun: The Riffs - Instructievideos voor elektrische- en basgitaar

## Medewerkers
- Matt Heafy – zanger, gitarist
- Corey Beaulieu – gitaar, achtergrondzang
- Paolo Gregoletto – bassist, achtergrondzang
- Travis Smith – drummer, percussie
- Nick Raskulinecz – producer
- Colin Richardson – mixer